# Восточный ветер над Вихокеном
«Восточный ветер над Вихокеном» (англ. East Wind Over Weehawken) — картина американского художника-реалиста Эдварда Хоппера, написанная в 1934 году. С 1954 года хранилась в коллекции Пенсильванской академии изящных искусств в Соединенных Штатах. В 2013 году была продана анонимному покупателю за $40,5 млн., что стало рекордной ценой за картины Хоппера на тот момент. 

## Описание
Восточный ветер над Вихокеном — это уличный пейзаж «странно несоответствующих четырех домов»  выполненный в тёмных, землистых тонах. На картине изображён остроконечной дом на 1001 Булевар Ист на углу 49-й улицы в Вихокене в штате Нью-Джерси. Картина была написана в период  Великой депрессии
Работа была закончена зимой 1934 года. Хоппер пишет в своем стихотворении об этой картине, что «только трава, необрезанная мертвая трава, показывает, где ветер». 
Вид на улицу Вихокена остается в основном неизменным. В 2013 году жительница Вихокеном  и комик Сьюзи Фелбер заказала современный ремейк картины, чтобы собрать деньги для Weehawken PTPO (Ассоциация родителей и учителей). Римейк, созданный художником из Бруклина Стивеном Гарднером, изображает сцену в том виде, в каком она выглядит в настоящее время, с цветами и спутниковыми антеннами, и в более светлых тонах. Картина Гарднера была куплена на eBay за 510 долларов программистом Лигией Билес, которой принадлежит дом, изображенный на картине.

## История
Хоппер сделал по крайней мере восемь этюдов для картины, которую он передал своему галеристу Фрэнку К.М. Рену в апреле 1934 года. Этюды хранятся в коллекции музея Уитни, куда Хоппер перед смертью передал все свои непроданные работы. 
Являясь собственностью галереи Фрэнка К.М. Рена, картина была включена в выставку Хоппера, которая прошла в 1950 году нескольких музеях: музее Уитни в Нью-Йорке, Музее изобразительных искусств (Бостон) и Детройтском институте искусств. В 1952 году работа была приобретена Пенсильванской академией изящных искусств, за пятнадцать лет до смерти художника, по очень низкой цене. 
В 2013 году Пенсильванская академия выставила картину на продажу в надежде получить за неё 22–28 миллионов долларов, для создания эндаумента. для пополнения коллекции исторического с современного искусства. 
На аукционе Кристис в Нью-Йорке картина была продана за $36 млн. ($40,5 млн включая комиссию) анонимному покупателю. Это был рекорд для работы Хоппера до продажи Чоп Суэй почти за $92 млн. в 2018 году. Предыдущий рекорд продаж составлял $26,9 млн. за картину Окно отеля в 2009 году. 